# Язавні
Язавні — село в Україні, у Самарівській сільській громаді Ковельського району Волинської області. Населення становить 554 осіб.
В селі побудована церква рівноапостольного князя Володимира. День села відзначається 28 липня. В селі функціонують 2 магазини, сільська бібліотека, фельдшерсько-акушерський пункт, школа(ЗОШ І-ІІ ступенів), дитячий садок та сільський клуб. Значною заслугою села є його газифікації майже 90 % будинків. Населення села щороку зростає[джерело?].
Неподалік від села розташований гідрологічний заказник місцевого значення Озерця.

## Історія
У 1906 році хутір Язовлі Леликівської волості Ковельського повіту Волинської губернії. Відстань від повітового міста 68 верст, від волості 12. Дворів 17, мешканців 77.

## Населення
Згідно з переписом УРСР 1989 року чисельність наявного населення села становила 486 осіб, з яких 230 чоловіків та 256 жінок.
За переписом населення України 2001 року в селі мешкало 550 осіб.

### Мова
Розподіл населення за рідною мовою за даними перепису 2001 року:
| Мова       | Відсоток |
| ---------- | -------- |
| українська | 99,46 %  |
| білоруська | 0,36 %   |
| російська  | 0,18 %   |